# Nová Dobev
Nová Dobev je vesnice, část obce Dobev v okrese Písek v Jihočeském kraji. Nachází se na západní straně Dobevi, nad pravým břehem Brložského potoka. Prochází zde silnice II/139. Nová Dobev leží v katastrálním území Stará Dobev o výměře 7,41 km².

## Historie
První písemná zmínka o vesnici pochází z roku 1840.

## Obyvatelstvo
| Rok            | 1869 | 1880 | 1890 | 1900 | 1910 | 1921 | 1930 | 1950 | 1961 | 1970 | 1980 | 1991 | 2001 | 2011 | 2021 |
| -------------- | ---- | ---- | ---- | ---- | ---- | ---- | ---- | ---- | ---- | ---- | ---- | ---- | ---- | ---- | ---- |
| Počet obyvatel | 352  | 333  | 340  | 364  | 327  | 335  | 318  | 262  | 277  | 259  | 197  | 178  | 145  | 182  | 181  |
| Počet domů     | 36   | 36   | 69   | 69   | 69   | 69   | 69   | 72   | 71   | 67   | 65   | 69   | 70   | 80   | 87   |

## Obecní správa
Při sčítání lidu v letech 1850–1869 Nová Dobev byla osadou obce Dobev v okrese Písek. V letech 1870–1962 byla osadou obce Stará Dobev v okrese Písek. Od roku 1963 je opět částí obce Dobev v okrese Písek.

## Pamětihodnosti
- Silniční most č. 139-004

## Galerie

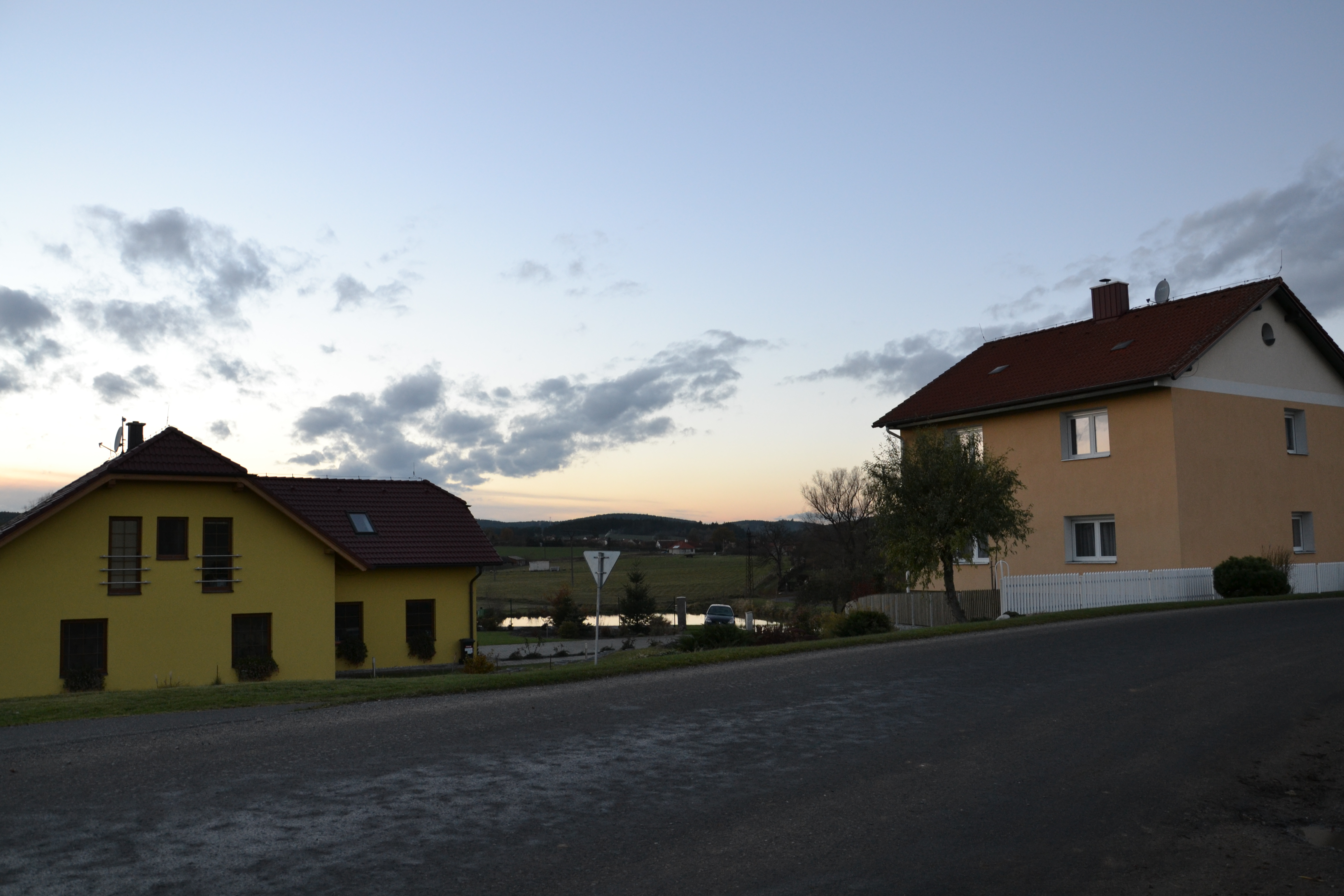
Nová Dobev 2
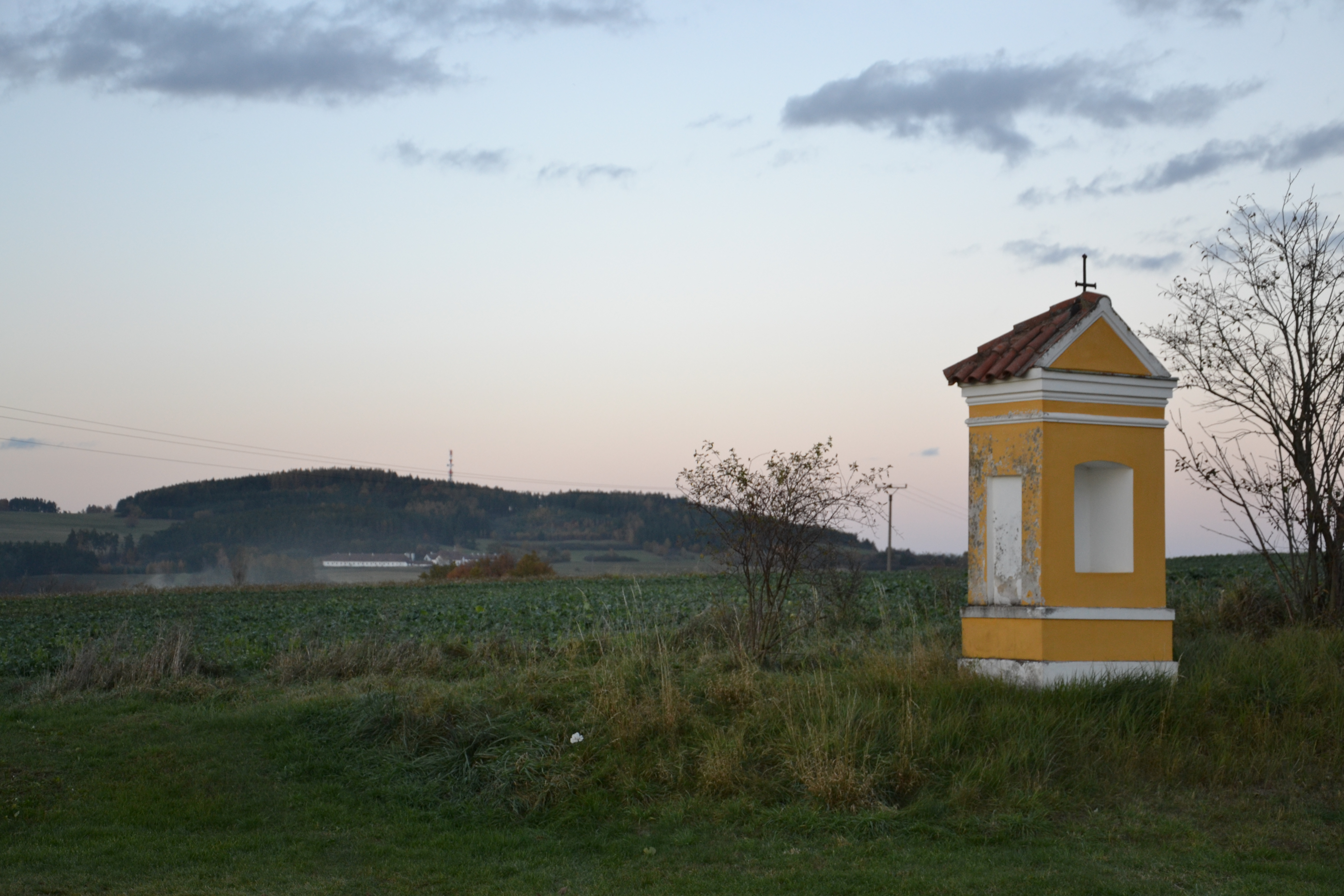
Nová Dobev, kaplička
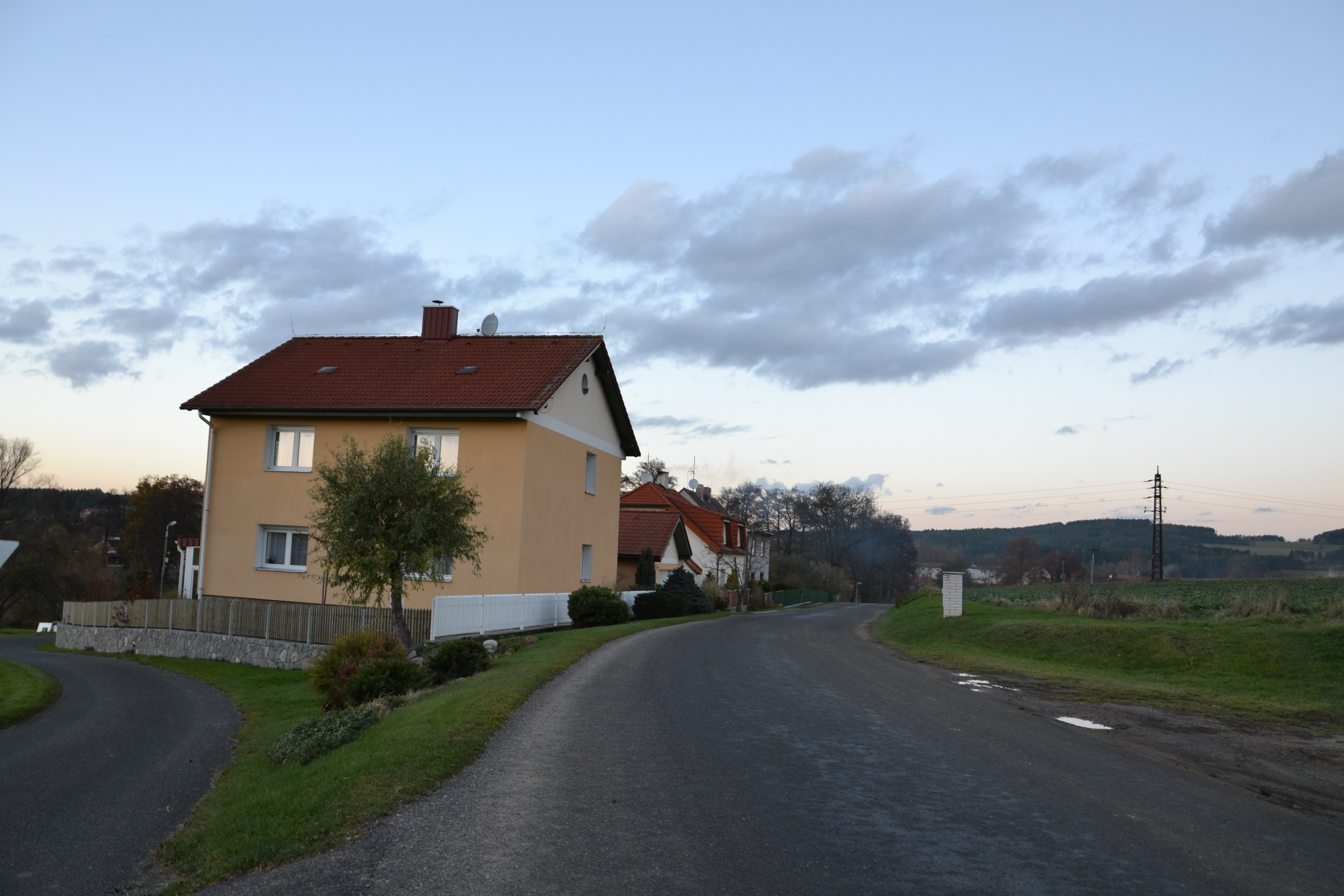
Nová Dobev